# José Manuel Sabucedo
Es un psicólogo social español, catedrático de la Universidad de Santiago de Compostela . Es experto en acción colectiva y violencia política y reconciliación, así como autor de influyentes publicaciones en estos campos. Sabucedo es director del grupo de investigación sobre comportamiento social y psicometría aplicada en la USC. También es presidente de la Sociedad Científica Española de Psicología Social (SCEPS), y editor asociado de la Revista Latinoamericana de Psicología desde 2009. También fue editor en jefe de la Revista de Psicología Social / International Journal of Social Psychology entre 2010 y 2016. A lo largo de su carrera académica, también supervisó 18 tesis doctorales. En 2007 Sabucedo recibió el Premio de Investigación de Galicia en la categoría senior, reconociendo 25 años de investigación en psicología social y política, caracterizada por la interdisciplinariedad y la alta relevancia social.